# Ginkgos Hans-Sachs-Straße

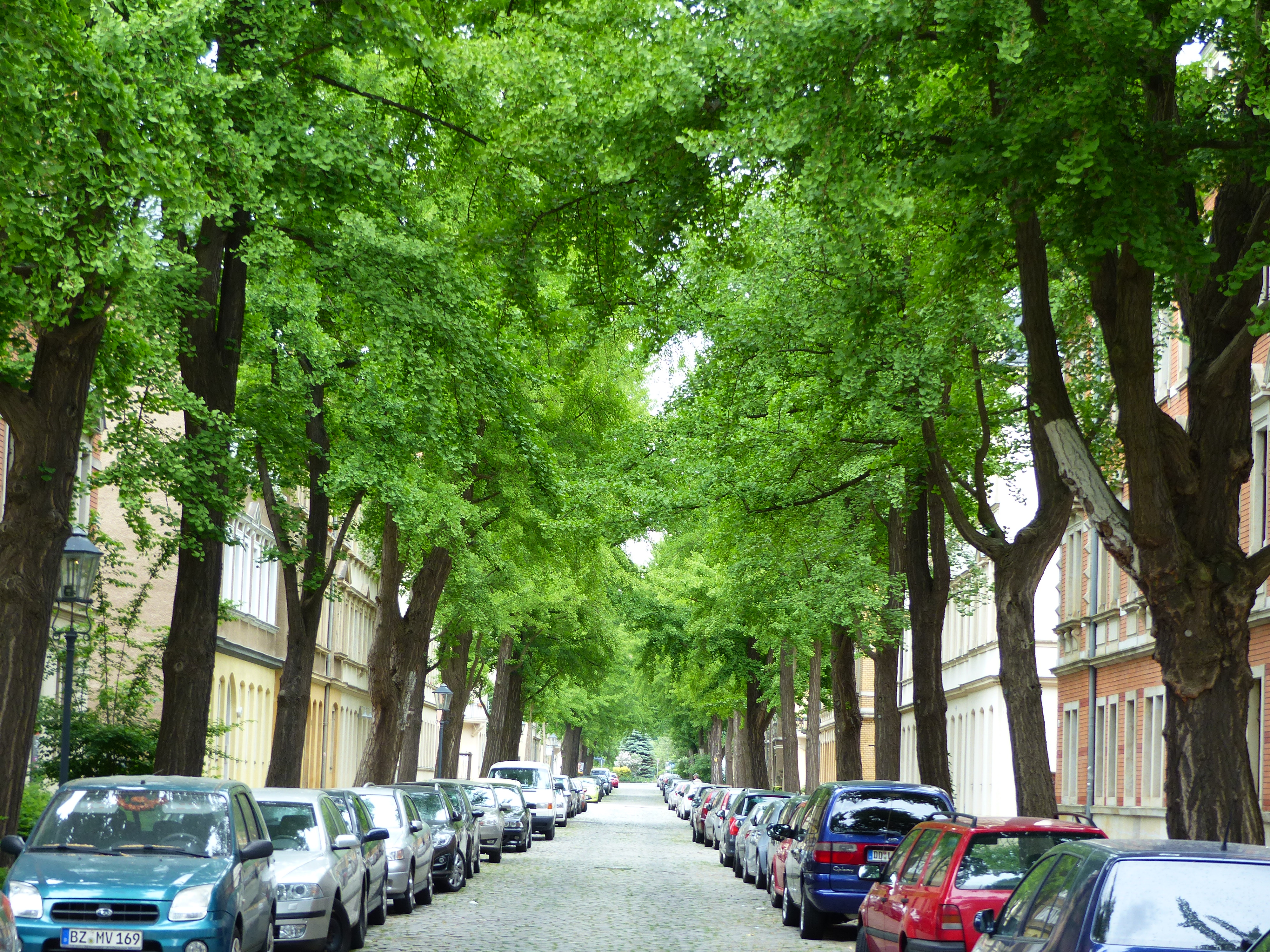
Blick in nördlicher Richtung auf die Ginkgos der Hans-Sachs-Straße

Die Ginkgos Hans-Sachs-Straße bilden eine als Naturdenkmal (ND 101) ausgewiesene Allee im Stadtteil Pieschen in der sächsischen Landeshauptstadt Dresden. Neben der Ginkgo-Allee Bachstraße in der Dresdner Neustadt handelt es sich hierbei um eine von nur wenigen Ginkgo-Alleen in Deutschland.
Die Bäume des in der Volksrepublik China heimischen Ginkgo (Ginkgo biloba) haben in der Hans-Sachs-Straße Höhen von etwa 20 Metern und Kronendurchmesser von etwa 8 bis 12 Metern bei Stammumfängen von 0,65 bis 2,20 Metern erreicht. Die Mehrzahl der 52 Bäume sind weibliche Exemplare, die klebrige, übelriechende Samen ausbilden, was zum Beinamen Allee der stinkenden Bäume führte.

## Geographie

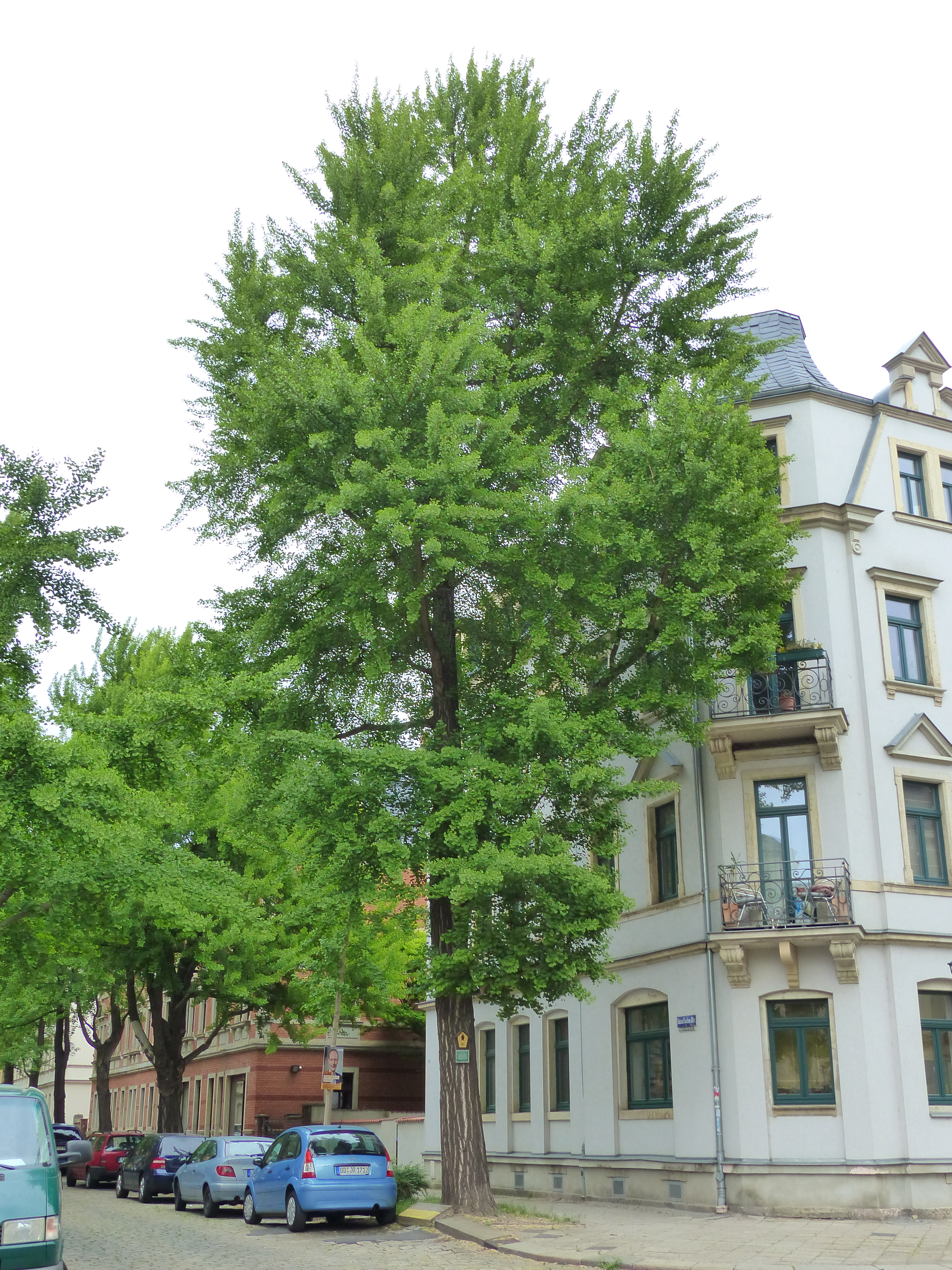
Südliches Ende der Allee am Eckhaus Hans-Sachs-Straße 14

Die Allee befindet sich im Norden der Gemarkung Pieschen entlang der mit Kulturdenkmalen gesäumten Hans-Sachs-Straße zwischen Großenhainer Straße und Maxim-Gorki-Straße. Sie wird von der Seumestraße etwa in der Mitte gequert.
Rund 400 Meter nordöstlich entfernt steht das Spiegler’sche Haus mit den als Naturdenkmal ausgewiesenen Einzelgehölzen Stiel-Eiche Döbelner Straße 24 und Kornelkirsche Döbelner Straße. Etwa 750 Meter Luftlinie östlich der Allee steht das Naturdenkmal Stiel-Eiche Bärnsdorfer Straße.

## Geschichte

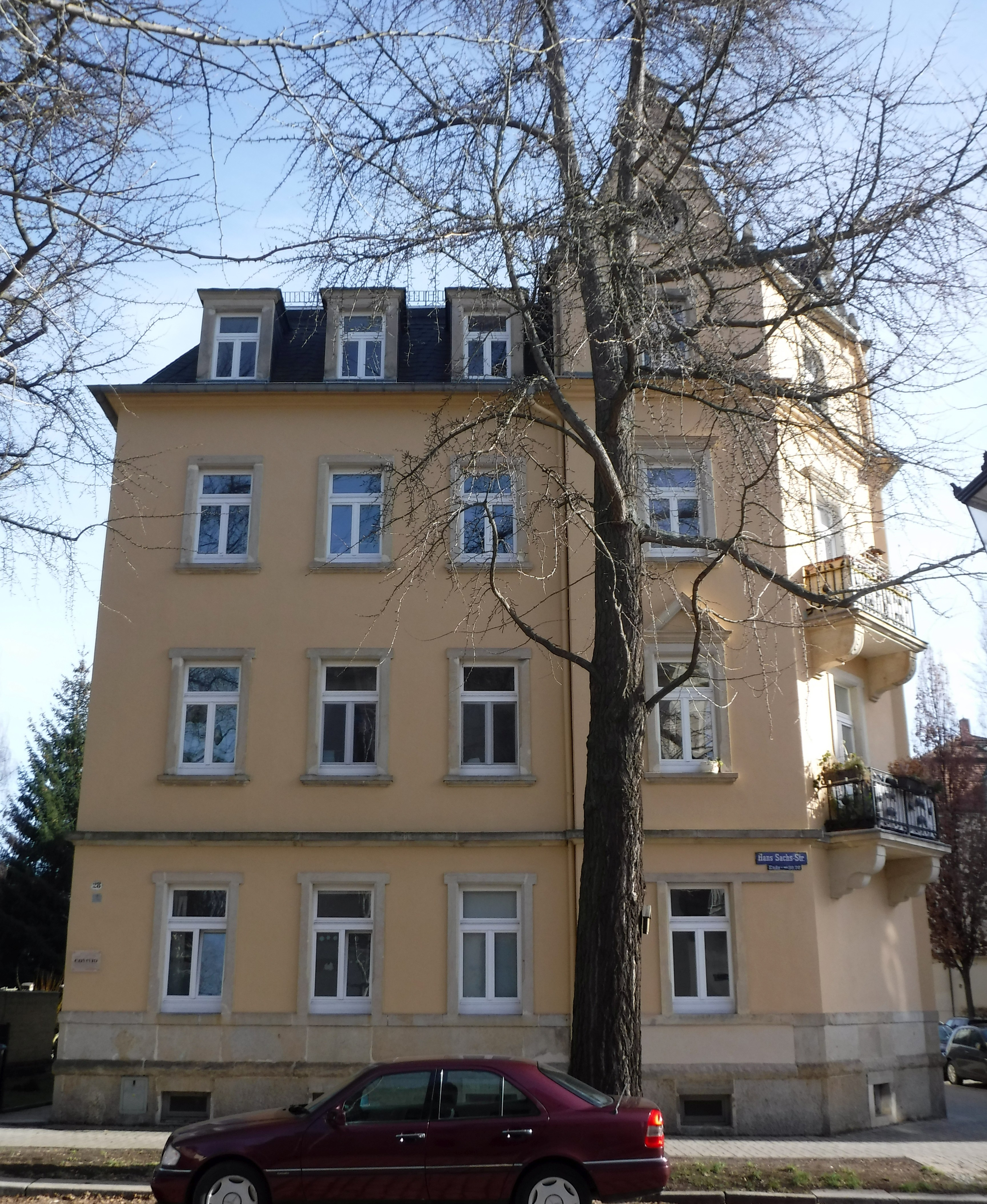
Ginkgo vor dem Kulturdenkmal Hans-Sachs-Straße 28 in der laubfreien Zeit (Februar 2021)

In den 1860er Jahren ist in Dresden auf der Bürgerwiese ein männlicher Ginkgo gepflanzt worden, der zwischenzeitlich eine Höhe von 25 Metern erreicht hat. Markant ist das um 1900/1910 gepflanzte weibliche Exemplar auf der Ostseite des Albertplatzes hinter dem DVB-Pavillon mit 21 Metern. Als Straßenbäume kennt man die an ihren Standort recht anspruchslosen Ginkgos in Dresden seit 1895 auf der etwa 220 Meter langen Bachstraße in der Neustadt. Gut 30 Jahre später ist in den Jahren 1927/1928 in der Hans-Sachs-Straße auf gut 300 Metern diese Allee gepflanzt worden.
Die Unterschutzstellung erfolgte am 10. Juni 1999 durch den Dresdner Stadtrat. Der Schutzstatus erstreckt sich auf die Wurzelbereiche der einzelnen Bäume, das ist bis zur Kronentraufe zuzüglich 3 Metern. Damit soll die Sicherung und Erhaltung der Straßenbaumpflanzung und ihrer unmittelbar angrenzenden Umgebung gewährleistet werden. Ausschlaggebend war deren Seltenheit sowie die besondere Ausprägung und Eigenart. Zeitgleich mit den Ginkgos Hans-Sachs-Straße stellte der Stadtrat die Ginkgos Bachstraße unter Schutz. Eine Besonderheit stellt das Exemplar vor dem Haus Hans-Sachs-Straße 28 dar, das zwei Hexenbesen aufweist.
Der an Erbrechen (Buttersäure) erinnernde Geruch durch die nach dem Herunterfallen aufplatzenden Samen der weiblichen Bäume hat unter Anwohnern bereits mehrfach zu Unmut und Forderungen nach Baumfällungen geführt. Inzwischen erfolgen Ernten durch städtische Mitarbeiter. Die meisten der im Dresdner Stadtgebiet stehenden Ginkgos sind männliche Exemplare, weiblich sind nur etwa 150 der 651 Bäume (Stand: 2022).